# 延秉昊
延 秉昊（ヨン・ビョンホ、朝鮮語: 연병호、1894年11月22日 - 1963年1月26日）は、日本統治時代の朝鮮の独立運動家、大韓民国の政治家。大韓民国臨時政府臨時議政院議員、制憲、第2代韓国国会議員。本貫は谷山延氏。号は円明、独立運動中に使用した偽名は延秉俊、延図明、延秉学、延順一、延範九などがある。キリスト教徒。中国語、ロシア語に堪能し、中国の満洲、北京、南京、上海などで独立運動を行ったほか、満洲で共産主義系抗日運動の活動への支援も行った。

## 経歴
忠清道槐山郡（現・忠清北道曽坪郡）道安面石谷里出身。清安中明学校、北間島昌東学院、北京大学卒業。韓国併合後は中国に亡命し、満洲で吉林軍政署分署組織者、書記長参謀を歴任した後、1919年に大韓民国臨時政府の樹立に参加した。その後は朝鮮に再入国し、キリスト教徒が中心となった秘密抗日組織の大韓民国青年外交団を設立したが、情報収集や軍用資金の募金活動を展開したため日本警察に逮捕され、1920年に大邱地方法院で懲役3年の刑を宣告された。
出獄後は再び上海に渡り、1921年に世界韓人同盟会、1922年に時事策進会に参加した。1925年末に再び満洲に移り、在満朝鮮人抗日組織の新民府に参加し、ウラジオストクで国際共産党と独立軍の資金支援などについて交渉した。1929年に南京に移動し、中国国民党の支持を得た韓国革命党の結成に参加し、党中央執行委員兼宣伝部長を務めたほか、1930年に中国国民党の要請を受けて杭州で朝鮮独立運動に関する演説を行った。1934年に新韓独立党、1935年に朝鮮民族革命党にそれぞれ参加し、1922年と1933年に大韓民国臨時政府臨時議政院議員に2度も選ばれた。
しかし、1935年に結成したばかりの朝鮮民族革命党は理念の不一致により党内派閥ができたため、すぐに延秉昊を含む元の新韓独立党一派は脱退した。1936年に月刊『独立公論』の主幹を務めたが、雑誌の論調により金九一派と対立になり、金九派の青年団により暴行され入院し、その後は日本の大陸侵略の激化により南京を離れた。1937年1月、上海居留朝鮮人会長の李甲寧への狙撃事件に巻き込まれて上海で逮捕され、朝鮮に移送された後、1944年までに監獄で過ごした。
その後は京城に留まり、解放後は大韓民国臨時政府歓迎会迎接部長、韓国独立党中央執行委員、韓国独立党先烈事績調査委員長兼訓練部長、大韓民国政務委員兼農民部長などを歴任した。1948年の初代総選挙では無所属候補、1950年の第2代総選挙では大韓国民党候補として槐山郡選挙区から国会議員に当選した。1963年1月に心臓麻痺により死去、同年に建国勲章独立章が追叙された。
亡命時代に趙素昻の弟の趙鏞周、安在鴻、申翼熙らと行動をともにした。2014年4月の「今月の独立運動家」に選出された。

## 親族
同じく中国に亡命した独立運動家の延秉煥は兄で、2人の弟の延秉柱、延秉旿も独立運動家である。
独立運動家の延薇堂は姪（延秉煥の娘）、その夫は独立運動家・政治家の厳恒燮。

## 生家
2002年1月11日、忠清北道曽坪郡道安面石谷里に所在する生家である草葺きの韓屋（曽坪延秉昊生家）は忠清北道記念物に指定された。